# Angelo Bertelli
Pour les articles homonymes, voir Bertelli.
(en) Statistiques sur pro-football-reference
Angelo Bortolo Bertelli né le 18 juin 1921 à West Sprinfield, dans le Massachusetts et mort le 26 juin 1999 à Clifton, dans le New Jersey, est un Américain, joueur professionnel de football américain ayant joué pendant trois saisons dans la ligue All-America Football Conference (AAFC).
Au niveau universitaire, il joue pendant quatre ans au poste de quarterback pour les Fighting Irish de Notre-Dame. Pendant cette période, il remporte le trophée Heisman au terme de la saison 1943.

## Jeunesse
Bertelli est né à West Springfield, au Massachusetts, le 18 juin 1921, de parents immigrants italiens. À la Cathedral High School de Springfield, il remporte les honneurs All-State, en football américain, en baseball et en hockey, et est président de sa classe de terminale.

## Carrière universitaire
Lorsque Bertelli intègre l'université de Notre-Dame-du-Lac en 1940, il mesure 1,85 m et pèse 78 kg, un arrière maigre mais très respecté jouant au poste de tailback dans une formation dite à ''aile unique'' utilisée par la plupart des équipes universitaires. A cette époque, tous les joueurs arrière de l'attaque étaient éligible pour lancer le ballon. Lorsque l'entraîneur Elmer Layden quitte Notre Dame pour devenir commissaire de la National Football League (NFL), son nouvel entraîneur, Frank Leahy, remarque immédiatement les talents de passeur de Bertelli.
En deuxième année, le sophomore Bertelli est toujours utilisé comme tailback d'une formation à une aile. Il est le meilleur du pays à son poste affichant une moyenne de 56,9 % de passes réussies (70 passes réussies sur 123 tentées). En 1942, Leahy passe à une formation en "T" modifiée. Bertelli joue dès lors derrière le centre et prend tous les snaps. Le coach lui déclare : « Bert, tu es le meilleur passeur et le pire coureur que j'ai jamais entraîné ». Cet été-là, en préparation de son nouveau rôle, Bertelli déclare avoir pris « mille snaps... peut-être un million ». Bertelli et la « T-formation » sont un succès immédiat. Il gagne à la passe 1 039 yards et inscrit 10 touchdowns. Le célèbre journaliste sportif Grantland Rice décrit Bertelli comme « le magicien de la T-formation ».
Pendant sa dernière année en 1943 comme senior chez les Fighting Irish, le corps des Marines active Bertelli après six des dix matchs de la saison. Lors des six matchs joué par Bertelli, il réussit vingt-cinq des trente-six passes tentées et inscrit dix touchdowns. Cette performance de Bertelli est suffisante pour remporter le trophée Heisman puisqu'il reçoit 648 votes. Durant les trois saisons de Bertelli à Notre-Dame, l'équipe ne perd que trois matchs En 1943, Notre Dame gagne en moyenne ses matchs sur le score de 43 à 5.
La carrière universitaire de Bertelli lui vaut de nombreux prix. Il est nommé dans les équipes All-America de 1942 et 1943. Au Trophée Heisman désignant e meilleur joueur de football universitaire américain, Bertelli termine deuxième en 1941 et sixième en 1942 avant de recevoir le trophée en 1943. Bien qu'en service actif dans le corps des Marines, les Yanks de Boston choisissent Bertelli en premier choix global lors de la draft 1944 de la NFL (en).
Bertelli est intronisé au College Football Hall of Fame en 1972.

## Service militaire
Pendant son séjour à Notre-Dame, Bertelli est enrôlé dans la réserve du Corps des Marines en 1942 avant d'être activé à l'automne 1943. En 1944, Bertelli est promu au grade de sous-lieutenant et sert comme officier d'infanterie et de loisirs. Après des séjours à Quantico, au Camp Lejeune et au Camp Pendleton, Bertelli s'embarque pour participer aux opérations de combat dans le Pacifique. Arrivant de Guam en février 1945, Bertelli participe à la bataille d'Iwo Jima où il faillit être tué lorsqu'un obus de mortier japonais atterrit à 15 pieds (4,5 m) de sa position,. Bertelli retourne à Guam en mars 1945, sert à Sasebo au Japon et retourne aux États-Unis en mars 1946. Après la Seconde Guerre mondiale, Bertelli rejoint la Réserve du Corps des Marines où il est promu au grade de capitaine. Il y sert jusqu'en 1957.

## Carrière professionnelle
En 1946, Bertelli signe avec les Dons de Los Angeles qui sont membres de l'All-America Football Conference. Il joue ensuite en 1947 et 1948 pour les Rockets de Chicago dans la même ligue. Après plusieurs opérations au genou, il prend sa retraite sportive avant la saison 1949.
Retiré du football professionnel, Bertelli s'installe à Clifton dans le New Jersey et y dirige plusieurs entreprises. Il est analyste spécialisé (color analyst) pour les matchs de football des Tigers de l'université de Princeton, les matchs étant diffusés en radio dans les années 1950 et 1960 par la station WVNJ émettant sur le canal 620 en onde moyennes (AM) et sur le canal 100,3 en fréquences modulées (FM).

## Famille et mort
Le 26 juin 1999, Angelo Bertelli décède à l'âge de 78 ans des suites d'un cancer du cerveau. Il est enterré au cimetière de l'Immaculée Conception à Montclair. Il laisse dans le deuil son épouse, Gilda Passerini et quatre enfants.
Bertelli est le père de Robert Bertelli, mieux connu sous le nom de Bob Bert, musicien ayant joué dans divers groupes dont le groupe de rock Sonic Youth.

## Statistiques

### NCAA
| Année  | Équipe                       | Statut | MJ |         | Passes   | Passes | Passes | Passes | Passes | Passes | Passes  |       | Courses | Courses | Courses | Courses |
| Année  | Équipe                       | Statut | MJ | Tentées | Réussies | Pct.   | Yards  | TD     | Int.   | Éval.  | Tentées | Yards | Moy.    | TD      |         |         |
| 1941   | Fighting Irish de Notre-Dame | SO     | 9  | 123     | 70       | 56,9   | 1 027  | -      | 10     | -      | 41      | 56    | 1,4     | 0       |         |         |
| 1942   | Fighting Irish de Notre-Dame | JR     | -  | -       | -        | -      | -      | -      | -      | -      | -       | -     | -       | -       |         |         |
| 1943   | Fighting Irish de Notre-Dame | SR     | 10 | 36      | 25       | 69,4   | 512    | 10     | 4      | 258,4  | 14      | 22    | 1,6     | 0       |         |         |
| Totaux | Totaux                       | Totaux | -  | 159     | 95       | 59,7   | 1 539  | 10     | 14     | 144,2  | 55      | 78    | 1,4     | 0       |         |         |

### AAFC
| Année              | Équipe                   | MJ                 |         | Passes   | Passes | Passes | Passes | Passes | Passes | Passes  |       | Courses | Courses | Courses | Courses |
| Année              | Équipe                   | MJ                 | Tentées | Réussies | Pct.   | Yards  | TD     | Int.   | Éval.  | Tentées | Yards | Moy.    | TD      |         |         |
| 1946               | Dons de Los Angeles (en) | 12                 | 127     | 67       | 52,8   | 917    | 7      | 14     | 54,9   | 11      | -16   | -1,5    | 1       |         |         |
| 1947               | Rockets de Chicago       | 1                  | 7       | 2        | 28,6   | -5     | 0      | 2      | 0,0    | 1       | 2     | 2,0     | 0       |         |         |
| 1948               | Rockets de Chicago       | 3                  | 32      | 7        | 21,9   | 60     | 1      | 3      | 10,9   | 2       | -1    | -0,5    | 0       |         |         |
| Totaux aux Dons    | Totaux aux Dons          | Totaux aux Dons    | 127     | 67       | 52,8   | 917    | 7      | 14     | 54,9   | 11      | -16   | -1,5    | 1       |         |         |
| Totaux aux Rockets | Totaux aux Rockets       | Totaux aux Rockets | 39      | 9        | 23,1   | 55     | 11     | 5      | 8,5    | 3       | 1     | 0,3     | 0       |         |         |
| Totaux en AAFC     | Totaux en AAFC           | Totaux en AAFC     | 166     | 76       | 45,8   | 972    | 8      | 19     | 41,1   | 14      | -15   | -1,1    | 1       |         |         |